# Баптистеријум на Медијани
Баптистеријум (крстионица) на Медијани, је репрезентативни верски објекат импозантних размера, са наменским просторијама неопходним за обред крштења, у саставу баптистеријаног комплекса, на простору између реке Нишаве и античке виле са термама, на археолошком локалитету Медијана у околини Ниша. Објекат су саградили први хришћани на 3,5 римске миље источно од центра античког Наиса, покрај старог трговачког и војног пута (лат. via militaris), магистралног праваца који је из Сингидунума и Виминацијума водио преко Наиса нишавско-маричком магистралом у Сердику и Константинопољ. Декорација мозаичног пода, начин зидања, новац Констанција II откривен у одводном каналу, као и архитектонски облици и историјске околности, изградњу медијанског баптистеријума уклапају у временски период од друге половине 4. до средине 5. века.

## Супротстављени ставовиви
Прве недоумица око намене „медијанског октогона“ покрену је Феликс Каниц у другој половини 19. века, који иако је дошо до закључка да је грађевина била изузетно луксузно опремљена, није био сигуран у намену објекта. Повезујући га са ранохришћанским баптистеријумом у далматинском Солину, Каниц је сматрао да је у питању ранохришћанска крстионица, и поред тога што је и сам првобитно ову хипотезу сматрао смелом. Ова Каницова недоумица у потпуности и данас није разрешена, и о том питању постоје два мишљења;
Прво, да је у питању луксузна вила, или вила са октогоном, као главни резиденцијални објекаат са осмоугаоним кулама, типа виле који је познат и са ископавања и са северноафричких мозаика. Присталице овог мишљења, то поткрепљују богато декорисанаим мермерним и каменим стубовима, оплатама, скулптурама и мозаичким подовима са зидовима прекривеним фрескама, а да се сам комплекс састоји од коридора на јужној страни, са октогоналном просторијом са апсидом на крајњем западу, и стамбеног дела са апсидалном просторијом у североисточном делу, у чијем је средишту унутрашње двориште. Постојање „зидане округле плоче, размера 2,40 метара, са олуком за воду“ у октогоналне просторије, присталице луксузне виле са октогоном, тумаче као зидану фонтану, а не писницу за миропомазање, и да је због тога овај простор вероватно имао репрезентативни карактер, коришћен током летњих месеци.
Овакав опис комплекса, који се среће у чланку Гордане Јеремић, у коме се она не упушта у детаљније разјашњење намене појединих просторија, јер је објекат само делимично истражен, подржавају нишки археолеози за разлику од историчара Мише Ракоције који је супротстављеног става.
Друго, да је у питању баптистеријум. Ово мишљење износи нишки историчар Миша Ракоција, који више година уназад супротставља свој став Нишким и Београдским археолозима, чинећи напор да разреши вишедеценијску недоумицу о намени медијанске архитектонске целине са октогоном, и представља је као део баптистеријалног комплекса на Медијани. Његов циљ је сазнање о комплетном изгледу баптистеријума, у циљу реконструкције овог објекта, као најисточније грађевине овог типа саграђене у првим вековима хришћанства источно до Рима.
Нова сазнања, након даљих истраживања објекта, обезбедила би медијанском баптистеријуму ако се то докаже, видно место у историји старо-хришћанске архитектуре на овом простору, чиме би и археолошки локалитет Медијана вишеструко добио на свом значају као знаменито упориште првих хришћана на простору античког Наиса.

## Историја
| Због других мишљења да се не ради о баптистеријуму већ о још једном луксузном стамбеном објекату (вили), намена објекта је дуго неразјашњена и он и даље остаје у сенци интересовања истраживача“. |
| Миша Ракоција |

Већ од 3. века, у Римском царству за потребе крштења, све већег броја хришћана, граде се баптистеријуми (крстионице), прво као самосталне грађевине, а касније, најизраженије у 5. и 6. веку, и поред или у склопу базилике. Ова тенденција код хришћана нарочито је била изражена после 313. године, или по доношењу Миланског едикт о толеранцији, након кога је дошло до наглог ширење хришћанске архитектуре, на просторе Римског царства.
Појава хришћанства на Балканском полуострву везана је за прву половину 1. века. Нова вера се прво ширила у градовима приобалног подручја Егејског, Мраморног, Јонског и Јадранског мора. Хришћанство је спорије продирало у унутрашњост Балкана, па су неки делови покрштени тек у 4. и 5. веку. Сматра се да чак до краја владавине Јустинијана I 565. године, око половина грађана Византијског царства још увек упражњавало традиционалну, древну веру.
На просторима Балкана у прва два века крштење је обављано у рекама, потоцима, језерима и морима. Од прве половине трећег века за ту намену образују се посебне просторије за крстионицу или баптистеријум. У четвртом веку, а највише у његовој другој половини, баптистеријуми се граде поред базилика, што у каснијем периоду хришћанства постаје уобичајена појава. Тако настају издвојене централне грађевине за крштење, поред епископске цркве, које се у њима обављало потапањем верника у базен са водом - писцина. Базен-писцина је касније замењен каменом посудом, са високом стопом за обред крштења.
Стварајући крстионице у време хришћанске антике, градитељи су за њихову изградњу преузимали и прилагођавали архитектонске облике из паганско-римског градитељства. Тако су први хришћани, у изградњи својих верских објеката, преузели из античке и древне паганске архитектектуре, оне конструктивне облике који су се кроз векове доказали као подесни за ову намену, и прилагодили их сопственим потребама. Прве крстионице су биле обичне просторије у анексу цркве. Од 4. века почињу да се граде баптистеријуми уз епископске базилике које су тада имале искључиво право крштавања. Касније се појављују баптистеријуми и у базиликама удаљеним од урбаних центара. Јустинијанова епоха је доба великог градитељског полета и тада настају најрепрезентативнија дела ранохришћанске уметности.
Од Константиновог доба појављују се октогоналне крстионице, карактеристичне за западни део Царства. У науци је прихваћена, као веродостојна, сличност архитектонских облика баптистеријума, посебно оних са октогоналном основом, са римским маузолејима. Сличност је посебно уочљива, ако се упореди са маузолејем константинове кћери Константине (Свете Констанце) код цркве Свете Агнезе, која је се ширила са простора северне Италије даље на Запад.
Између реке Нишаве, са једне стране, а северно од античке виле на коју се надовезују терме и нимфеј, откривен је медијански баптисмални комплекс са баптистеријумом, који се урбанистички и архитектонски, уклапа у крстионицу. Овај баптистеријум су највероватније саградили у касно-античком периоду први хришћани, у првим вековима хришћанства на овом простору, што је необично, па и неочекивано, јер је најисточније саграђена грађевина овог типа, што јој обезбеђује видно место у историји рановизантијске
и старохришћанске архитектуре.
Појава крстионице у Наису чији су облици карактеристични за западни део Римског царства, може се објаснити и историјским чињеницама, да је он све до 6. века подпадао под врховну црквену власт римског папе. У том периоду, град Наис је са својим епископима и свештеницима, био наклоњенији Западу, неголи Истоку. Са папском столицом су директно контактирали епископи Наиса. То потврђује и у својим списима Епископ Руана (Галија) касније Виктриције у 4. веку, који Наис наводи као град у коме се чувају мошти знаменитих мученика – мартириополис (лат. martyriopolis).

## Архитектонска обележја
На хришћански карактер овог комплекса упућује мозаична декорација са ромбовима и квадратима испред улазних врата у просторију за обуку катихумена (аудиторијум), једнак оном у старој базилици у Хераклеји.
Баптистеријум је највероватније био грађевина са осмоугаоном основом, какву срећемо код римских маузолеја.  Као грађевина хришћанске антике, он представља продужетак античког градитељства и уметничких достигнућа, на којој се већ сагледавају елементи палеовизантијског градитељства као што је зидање опеком и тежња за керамопластичном декорацијом фасада и већом дебљинаом малтерних спојница (5 сm), али и присуство капитела са јонским волутама.
Баптистеријум се састоји од две просторије дужине 14,6 m. Дебљина зида износи 1 m, а очуван је у висини од око 0,40 m. Октогонална просторија са писцином је са апсидом, симетрично постављеном на западној страни. Претпоставка је да је овај део био консигнаторијум за миропомазање. Под је украшен мозаиком који је само у малом делу очуван и који одговара мозаицима откривеним у палати. Писцина је зидана и обложена мермером оплатом. Са источне стране постамента за писцину налази се одводни канал.
Баптистеријум је у целости, или највећим делом, био зидан од наменски печене опеке димензија 40х26х5см, која обликом одговара угловима октогона. Опека је слагана подужно у два реда, док је трећи ред чинила попречно сложена опека. Овакав слог образовао је статички стабилне зидне масе и без употребе камена, који је констатован код споја лучне просторије са октогоном, а наслућује
се на јужној страни октогона. Ипак, на овај начин слагане, наменски обликоване опеке откривају намеру градитеља да декорише фасадне површине употребом керамопластичких мотива, тако препознатљиво за потоње византијско градитељство. Да су фасадна платна била украшена потврђују, од Каница констатовани, делови зупчастог симса са неколико трака.15
За везивни материјал коришћен је шљунковити кречни малтер, чије су спојнице исте дебљине као и опеке (5см), што је једнако у функцији декорисања фасадних површина